# Philip Herschkowitz
Philip Moisejewitch Herschkowitz (rumänisch Filip Herşcovici; russisch Филипп Гершкович, Filipp Gershkovich; * 7. September 1906 in Iași, Rumänien; † 5. Januar 1989 in Wien) war ein Komponist und Musiktheoretiker.

## Leben
Nach dem Studium in Iași zog Philip Herschkowitz nach Wien und wurde dort 1928 Schüler von Alban Berg, ab 1934 von Anton Webern. 1939 kehrte er nach Rumänien zurück, floh aber 1940 in die Sowjetunion, zuerst nach Czernowitz in der Bukowina. Nach dem Beginn des deutschen Eroberungskrieges gegen die Sowjetunion floh er weiter und gelangte nach Taschkent in Mittelasien. 1946 übersiedelte er nach Moskau. 1949 wurde er im Verlauf einer antisemitischen Kampagne aus dem sowjetischen Komponistenverband, dem er seit 1942 angehörte, ausgeschlossen. Als konsequentem Vertreter der Zwölftonmusik war ihm die öffentliche Wirkung als Komponist verwehrt. Er gab Privatunterricht und übte einen großen Einfluss auf eine ganze Generation von Komponisten aus, darunter Edison Denissow, Alfred Schnittke, Sofia Gubaidulina, Boris Tischtschenko und Dmitri Smirnow. 1987 zog er nach Wien, wo er zwei Jahre später starb.

## Werke
Fast alle erhaltenen Kompositionen stammen aus der Zeit nach 1945:
- Klavierwerke
- Lieder
- Kammermusik
- Gesänge mit Orchesterbegleitung

4 Bände mit musiktheoretischen Abhandlungen wurden aus dem Nachlass publiziert.